# Багерово (станция)
Ба́герово (крымскотат. Bagerovo, Багерово) — узловая железнодорожная станция в Крыму, расположенная в посёлке Багерово, в 10 километрах к западу от Керчи.

## Краткая характеристика
Названа по одноимённому селу, в котором расположена. С востока к ней примыкают двухпутный неэлектрифицированный участок, пересекающий Керченский пролив и однопутный перегон Багерово - Керчь. Ведутся работы по электрификации и реконструкции станции. 
В сторону ст. Чистополье построен досмотровый комплекс грузовых поездов с новым парком   путей.

## Деятельность
Обслуживание пассажирских поездов. Досмотр грузовых поездов перед следованием на Крымский мост (после завершения пусконаладочных работ будет производиться в автоматизированном режиме на досмотровом комплексе). В будущем, после планируемой электрификации участка Тамань-Пассажирская - Керчь-Южная - Багерово с ответвлением на ст. Керчь, по станции Багерово будет производиться смена локомотива (с электровоза на тепловоз и обратно).

## Пассажирское движение
По состоянию на 26 декабря 2019 года станция принимает и обрабатывает ежедневно не менее 4 пар местных поездов и две пары фирменных поездов дальнего следования № 007А/008С «Таврия» из Санкт-Петербурга (Санкт-Петербург-Севастополь) и двухэтажные составы поезда № 028Ч/028С «Таврия» (Москва-Симферополь) из Москвы. Все поезда дальнего следования имеют на станции непродолжительную остановку — 3 минуты.
23 декабря 2019 года возобновлён пассажирский железнодорожный маршрут, связывающий Крым с материковой Россией и пролегающий теперь по Крымскому мосту. Первый поезд из Санкт-Петербурга прибыл в Таврическую губернию в июне 1875 года. Перевозки по маршруту осуществляет частная транспортная компания «Гранд Сервис Экспресс» собственными вагонами.

### Перевозчики, направления и расписание
| Перевозчик                              | Дистанция             | Направления и расписание |
| --------------------------------------- | --------------------- | ------------------------ |
| АО ТК «Гранд Сервис Экспресс»           | Дальнее следование    | Яндекс                   |
| Южная пригородная пассажирская компания | Пригородное сообщение | Яндекс                   |